# Época chuvosa no Leste da Ásia
A época chuvosa no leste asiático, chamada tsuyu e baiu em japonês: 梅雨; méiyǔ em chinês: 梅雨; e jangma em coreano:장마, é causada por chuva persistente ao longo de uma frente estacionária conhecido como frente tyusu por quase dois meses, durante o final da primavera e início de verão, entre leste da Rússia, China, Taiwan, Coreia e Japão. A estação chuvosa termina durante o verão, quando a alta subtropical se torna forte o suficiente para empurrar essa frente para o norte da região.